# TuS Celle FC
Der TuS Celle FC ist ein Fußballverein in Celle. Der Verein geht auf den am 23. August 1945 gegründeten TuS Celle zurück. Die Fußballabteilung wurde 1992 unter dem heutigen Namen selbständig. Die Vereinsfarben sind Blau und Gelb. Heimspielstätte des Vereins ist das Günther-Volker-Stadion mit einer Kapazität von 11.000 Plätzen.
Die erste Männermannschaft spielt nach dem Abstieg im Jahre 2018 in der achtklassigen Kreisliga Celle. Zwischen 1968 und 1973 trat der Verein in der seinerzeit zweitklassigen und von 1994 bis 2000 in der seinerzeit drittklassigen Regionalliga Nord an. In den Jahren 1981 und 1990 gewann die Mannschaft die Niedersächsische Meisterschaft und konnte 1981 auch den Niedersachsenpokal gewinnen. Dreimal qualifizierten sich die Celler für den DFB-Pokal.

## Geschichte

### Fußball in Celle vor 1945
Die sportlichen Wurzeln des heutigen TuS Celle FC reichen zurück bis ins Jahr 1921, als die Vereine SV Niedersachsen Celle und Celler Sportclub gegründet wurden. Beide Vereine hatten ihren Rückhalt im lokalen Proletariat, während das damalige sportliche Aushängeschild der Stadt, der SV Eintracht Celle eher bürgerlich-elitäre Wurzeln hatte. Im Jahre 1924 fusionierten der SV Niedersachsen und der Celler SC zur Spielvereinigung 1921 Celle. Die im Volksmund „21er“ genannte Mannschaft spielte sich schnell in höhere Spielklassen und konnte 1933 erstmals den SV Eintracht hinter sich lassen.
Noch ältere Wurzeln wies die Freie Turnerschaft Celle auf, die bereits im Jahre 1899 gegründet wurde. Dieser Arbeitersportverein wurde im Jahre 1933 nach der Machtübernahme der Nationalsozialisten verboten. In die Gauliga Niedersachsen, die ab 1933 eine der höchsten Spielklassen im deutschen Fußball bildete, schaffte es keiner der Stammvereine. Dies gelang dem WSV Nebeltruppe Celle, einem Verein der Wehrmacht. Die Mannschaft schaffte 1942 den Aufstieg in die Gauliga Südhannover-Braunschweig und wurde ein Jahr später nach einer Umstrukturierung Meister der Gauliga Osthannover. Bei der Deutschen Meisterschaft schied die Militärmannschaft in der Qualifikation gegen den späteren Vizemeister LSV Hamburg aus.

### Nachkriegszeit (1945 bis 1964)
| Saison                | Liga                   | Level | Platz | Tore   | Punkte |
| --------------------- | ---------------------- | ----- | ----- | ------ | ------ |
| 1947/48               | Landesliga Hannover    | II    | 3.    | 53:34  | 27:17  |
| 1948/49               | Landesliga Hannover    | II    | 2.    | 72:32  | 29:11  |
| 1949/50               | AOL Niedersachsen-Ost  | II    | 6.    | 84:64  | 38:30  |
| 1950/51               | AOL Niedersachsen-Ost  | II    | 06.   | 113:62 | 41:27  |
| 1951/52               | AOL Niedersachsen-Ost  | II    | 02.   | 100:65 | 50:26  |
| 1952/53               | AOL Niedersachsen-Ost  | II    | 05.   | 081:60 | 35:29  |
| 1953/54               | AOL Niedersachsen-Ost  | II    | 10.   | 046:50 | 26:34  |
| 1954/55               | AOL Niedersachsen-Ost  | II    | 06.   | 047:56 | 32:28  |
| 1955/56               | AOL Niedersachsen-Ost  | II    | 10.   | 055:59 | 27:33  |
| 1956/57               | AOL Niedersachsen-Ost  | II    | 12.   | 054:65 | 23:37  |
| 1957/58               | AOL Niedersachsen-Ost  | II    | 07.   | 063:61 | 31:29  |
| 1958/59               | AOL Niedersachsen-Ost  | II    | 10.   | 051:56 | 26:34  |
| 1959/60               | AOL Niedersachsen-Ost  | II    | 06.   | 049:63 | 32:32  |
| 1960/61               | AOL Niedersachsen-Ost  | II    | 15.   | 051:63 | 27:37  |
| 1961/62               | AOL Niedersachsen-Ost  | II    | 12.   | 047:63 | 27:33  |
| 1962/63               | AOL Niedersachsen-West | II    | 03.   | 067:48 | 40:20  |
| 1963/64               | AOL Niedersachsen-West | II    | 07.   | 048:41 | 28:28  |
| AOL = Amateuroberliga |                        |       |       |        |        |

Am 17. Oktober 1945 gründeten Mitglieder der Spielvereinigung und ehemalige Mitglieder der Freien Turnerschaft die Turn- und Spielvereinigung Celle. Entgegen der Deutschen Grammatik wurde der Verein von den Einheimische als „der TuS“ bezeichnet, obwohl „die TuS“ richtig wäre. Auf dem ehemaligen Sportplatz der Freien Turnerschaft am Neustädter Holz, wo heute das Stadion steht, fand die TuS ihre neue Heimat. In den frühen Jahren nach dem Ende des Zweiten Weltkrieges profitierte der Verein von den rund 25.000 Heimatvertriebenen aus den Ostgebieten des Deutschen Reiches. Außerdem konnte die TuS einige Spieler der Nebeltruppe für sich gewinnen.
Im Jahre 1946 mussten die Celler Qualifikationsspiele zur neu geschaffenen Oberliga Niedersachsen-Süd austragen, scheiterten dort jedoch am ATSV Nienburg und dem Hannoverschen SC. Ein Jahr später gehörte die TuS zu den Gründungsmitgliedern der Landesliga Hannover. Dort wurden die Celler 1949 Vizemeister hinter dem SV Linden 07. Höhepunkt der Saison war das Gastspiel von Hannover 96, wo 4000 Zuschauer einen 2:0-Sieg für Celle sahen. Am Saisonende wurde die TuS in die neu geschaffene Amateuroberliga Niedersachsen-Ost aufgenommen. Dort sorgte die Mannschaft für Furore und übernahm im Oktober 1949 zeitweilig die Tabellenführung. Ein Jahr später waren die Celler mit 113 Toren die torhungrigste Mannschaft der Liga und wurde unter Trainer Otto Schade Vizemeister hinter dem VfL Wolfsburg.
Gegen den Vizemeister der Weststaffel Eintracht Nordhorn mussten die Celler Entscheidungsspiele um die Teilnahme an der Deutschen Amateurmeisterschaft bestreiten. Nach einem 2:2 in Nordhorn verloren die Celler im Rückspiel auf eigenem Platz mit 2:5. In den folgenden Jahren kam es zu einem Einbruch. Zunächst beendete Torjäger Günter Meyer seine Karriere, ehe die TuS 1953 einige Leistungsträger an den VfL Wolfsburg verloren. Als Folge pendelte die Mannschaft zwischen Mittelfeld und Abstiegskampf. Mit verstärkter Jugendarbeit sorgten die Celler 1957 im norddeutschen Pokal für Furore. Nach Siegen über die Erstligisten VfL Wolfsburg und Heider SV sorgte der Hamburger SV im Halbfinale für das Aus. In der von Klemens Heyduck trainierten Mannschaft standen fünf Achtzehnjährige.
Mangelnde Konstanz in den Leistungen sorgten dafür, dass die Mannschaft sportlich nicht vorankam. Erst ab 1962 verbesserte sich die Situation, nachdem die TuS von der Ost- in die Weststaffel eingeteilt wurde. Obwohl die damit verbundenen knapp 5300 Reisekilometer zu Auswärtsspielen eine hohe Belastung darstellten, erreichte die Mannschaft den dritten Platz. Da der Vizemeister, die Amateure des VfL Osnabrück, nicht an der Aufstiegsrunde zur Oberliga teilnehmen durften, spielten die Celler gegen Leu Braunschweig um einen Platz in der Aufstiegsrunde. Hier setzten sich die Braunschweiger durch. Ein Jahr später qualifizierte sich die TuS für die eingleisige Landesliga Niedersachsen.

### Zwischen Regionalliga und niedersächsischem Oberhaus (1964 bis 1985)
| Saison                             | Liga              | Level | Platz | Tore  | Punkte |
| ---------------------------------- | ----------------- | ----- | ----- | ----- | ------ |
| 1964/65                            | LL Niedersachsen  | III   | 2.    | 74:49 | 45:23  |
| 1965/66                            | LL Niedersachsen  | III   | 06.   | 66:53 | 39:29  |
| 1966/67                            | LL Niedersachsen  | III   | 09.   | 55:47 | 30:30  |
| 1967/68                            | LL Niedersachsen  | III   | 04.   | 48:38 | 36:24  |
| 1968/69                            | Regionalliga Nord | II    | 15.   | 48:71 | 20:44  |
| 1969/70                            | Regionalliga Nord | II    | 11.   | 39:61 | 26:38  |
| 1970/71                            | Regionalliga Nord | II    | 10.   | 52:55 | 33:35  |
| 1971/72                            | Regionalliga Nord | II    | 10.   | 52:64 | 31:37  |
| 1972/73                            | Regionalliga Nord | II    | 17.   | 40:70 | 22:46  |
| 1973/74                            | LL Niedersachsen  | III   | 05.   | 61:39 | 35:25  |
| 1974/75                            | LL Niedersachsen  | IV    | 08.   | 69:58 | 29:31  |
| 1975/76                            | LL Niedersachsen  | IV    | 05.   | 66:47 | 37:23  |
| 1976/77                            | LL Niedersachsen  | IV    | 06.   | 61:48 | 34:26  |
| 1977/78                            | LL Niedersachsen  | IV    | 12.   | 47:52 | 26:34  |
| 1978/79                            | LL Niedersachsen  | IV    | 12.   | 44:47 | 26:34  |
| 1979/80                            | VL Niedersachsen  | IV    | 03.   | 57:39 | 36:24  |
| 1980/81                            | VL Niedersachsen  | IV    | 01.   | 64:28 | 43:17  |
| 1981/82                            | VL Niedersachsen  | IV    | 11.   | 54:64 | 31:33  |
| 1982/83                            | VL Niedersachsen  | IV    | 04.   | 57:46 | 37:23  |
| 1983/84                            | VL Niedersachsen  | IV    | 09.   | 57:54 | 27:33  |
| 1984/85                            | VL Niedersachsen  | IV    | 17.   | 49:76 | 24:44  |
| LL = Landesliga, VL = Verbandsliga |                   |       |       |       |        |

Die TuS startete erfolgreich in die Landesligasaison 1964/65 und errang hinter den Amateuren von Hannover 96 und Eintracht Braunschweig den dritten Platz. In der folgenden Aufstiegsrunde zur Regionalliga Nord mussten die Celler ihre Aufstiegshoffnungen nach Auftaktniederlagen beim TSR Olympia Wilhelmshaven und gegen den TSV Uetersen begraben. Drei Jahre später war die Mannschaft erfolgreicher. Als Tabellenvierter der Saison 1967/68 erreichte die TuS nur deshalb die Aufstiegsrunde zur Regionalliga, weil die drittplatzierten Amateure des SV Arminia Hannover nicht aufstiegsberechtigt waren. In der Aufstiegsrunde lieferten sich die Celler ein Kopf-an-Kopf-Rennen mit dem SV Friedrichsort, die am vorletzten Spieltag mit 6:0 besiegt wurden. Am letzten Spieltag machten die Celler den Aufstieg mit einem 6:3-Sieg beim SV St. Georg perfekt.
In der Regionalliga tat sich die Mannschaft zunächst schwer und kämpfte gegen den Abstieg. Der Klassenerhalt in der Saison 1968/69 wurde erst am letzten Spieltag erreicht. Zwar verlor die TuS das Spiel gegen den VfB Lübeck vor 10.973 Zuschauern mit 1:2, profitierte jedoch vom 2:1-Sieg von Holstein Kiel beim SC Sperber Hamburg. Nur durch den besseren Torquotienten gegenüber dem Mitaufsteiger Heider SV sicherten sich die Celler den Klassenerhalt. Auch ein Jahr später mussten die Celler, die im Saisonverlauf 14 Spiele ohne Sieg blieben, lange um den Klassenerhalt zittern. Erst nachdem Hannes Baldauf 1970 das Traineramt übernommen hatte, konnte sich die TuS im Mittelfeld der Regionalliga etablieren. Als Baldauf den Verein 1972 wieder verließ, geriet die TuS in eine Krise. Der neue Trainer Emil Izsó verkrachte sich mit der Mannschaft, die eine vereinsinterne Revolution auslösten. Am Ende der Saison 1972/73 stiegen die Celler als Vorletzter ab.
Ein Jahr später verpasste die Mannschaft als Fünfter die neu geschaffene Oberliga Nord. In den restlichen 1970er Jahren spielte die Mannschaft im Mittelfeld der Landesliga Niedersachsen, der seinerzeit höchsten Amateurliga des Bundeslandes. Im Jahre 1976 wurde die Aufstiegsrunde als Fünfter nur knapp verpasst, ehe zwei Jahre später nur knapp der Klassenerhalt geschafft wurde. Die Celler hatten nur zwei Punkten Vorsprung auf den ersten Abstiegsplatz. Ende der 1970er Jahre stieg ein Westerceller Mineralölbetrieb als Sponsor ein. Schon in der Saison 1979/80 erreichte die TuS als Dritter die Aufstiegsrunde, in der die Mannschaft Letzter wurde.
Im Jahre 1981 sicherten sich die Celler die Meisterschaft in der nunmehr Verbandsliga genannten Liga. Zwar wurde der Klassensprung als Dritter der Aufstiegsrunde verpasst. Dennoch spielte die Mannschaft eine entscheidende Rolle in der Aufstiegsfrage. Am letzten Spieltag gewannen die Celler gegen den SC Urania Hamburg mit 8:5 und leistete dem TSV Havelse damit Schützenhilfe zum Aufstieg. Zur nächsten Spielzeit 1981/82 verpflichtete der Vereine zahlreiche hochkarätige Neuzugänge, landete mit der zerstrittenen Mannschaft jedoch nur auf Platz elf. Als Folge musste der Verein in den nächsten Jahren sparen und rutschte sportlich ab. Am Ende der Saison 1984/85 stieg die TuS Celle als Vorletzter in die Landesliga Ost ab und war erstmals nur noch fünftklassig.

### Aus der Provinz in die Regionalliga (1985 bis 2000)
| Saison                                  | Liga                | Level | Platz | Tore  | Punkte |
| --------------------------------------- | ------------------- | ----- | ----- | ----- | ------ |
| 1985/86                                 | Landesliga Nds.-Ost | V     | 05.   | 57:46 | 37:27  |
| 1986/87                                 | Landesliga Nds.-Ost | V     | 07.   | 58:55 | 33:27  |
| 1987/88                                 | Landesliga Nds.-Ost | V     | 02.   | 66:29 | 47:17  |
| 1988/89                                 | Landesliga Nds.-Ost | V     | 01.   | 90:26 | 52:08  |
| 1989/90                                 | VL Niedersachsen    | IV    | 01.   | 70:35 | 43:17  |
| 1990/91                                 | Oberliga Nord       | III   | 07.   | 59:61 | 34:34  |
| 1991/92                                 | Oberliga Nord       | III   | 05.   | 69:42 | 38:26  |
| 1992/93                                 | Oberliga Nord       | III   | 07.   | 42:38 | 30:30  |
| 1993/94                                 | Oberliga Nord       | III   | 12.   | 33:44 | 27:33  |
| 1994/95                                 | Regionalliga Nord   | III   | 13.   | 39:50 | 32:36  |
| 1995/96                                 | Regionalliga Nord   | III   | 03.   | 63:40 | 59     |
| 1996/97                                 | Regionalliga Nord   | III   | 06.   | 57:57 | 53     |
| 1997/98                                 | Regionalliga Nord   | III   | 12.   | 50:68 | 39     |
| 1998/99                                 | Regionalliga Nord   | III   | 06.   | 59:54 | 51     |
| 1999/00                                 | Regionalliga Nord   | III   | 14.   | 39:65 | 35     |
| VL = Verbandsliga; Nds. = Niedersachsen |                     |       |       |       |        |

In der Landesliga angekommen gerieten die Celler Fußballer in den Schatten des Volleyball-Bundesligisten MTV Celle. Zum Wendepunkt wurde die Saison 1987/88, als Jürgen Rynio das Traineramt übernahm und Franz Gerber Manager wurde. Beide führten neue Strukturen in den Verein und holten einige ehemalige Profis in die Mannschaft. 1988 verpassten die Celler nur aufgrund der um zwei Tore schlechteren Tordifferenz gegenüber der zweiten Mannschaft von Eintracht Braunschweig den Aufstieg in die Verbandsliga. Der Klassensprung wurde ein Jahr später als Meister vor dem MTV Gifhorn nachgeholt. Als Aufsteiger konnten die Celler in der Saison 1989/90 auf Anhieb die Meisterschaft gewinnen dank der besseren Tordifferenz gegenüber dem VfR Osterode 08.
In der folgenden Aufstiegsrunde zur Oberliga Nord konnten sich die Celler durchsetzen. 5600 Zuschauer sahen den entscheidenden 2:0-Sieg über den VfB Lübeck. Nach einem siebten Platz in der Aufstiegssaison rumorte es eine Saison später, als sich Trainer Rynio und Manager Gerber verkrachten und beide vom Vorstand entlassen wurden. Gerber kehrte nach wenigen Tagen zurück. Eine Siegesserie in der Rückrunde schob die Mannschaft auf Rang fünf. Am letzten Spieltag kamen die Celler, die von sieben Reisebussen Fans begleitet wurden, nicht über ein 1:1 bei Holstein Kiel hinaus. Lediglich ein Punkt fehlten für eine mögliche Teilnahme an der Aufstiegsrunde zur 2. Bundesliga.
Der DFB hatte dem Verein wegen seiner finanziellen Probleme die Lizenz für die 2. Bundesliga verweigert. Die Fußballabteilung wurde daraufhin als TuS Celle FC selbständig, während sich der Restverein fortan TuS Celle 92 nennt. Um die 2. Bundesliga zu erreichen verpflichtete Gerber einige hochkarätige Spieler, dennoch erreichte die Mannschaft nur Mittelfeldpositionen und kämpfte in der Saison 1993/94 lange gegen den Abstieg. Ab 1994 spielte die TuS in der wieder eingeführten Regionalliga Nord. Dank zahlreicher Tore der Stürmer Hakan Biçici und Vladan Milovanović wurden die Celler in der Saison 1995/96 Herbstmeister und wurde am Saisonende Dritter. Trotz des großen Erfolges wurde die Saison mit einem Defizit von 650.000 Mark abgeschlossen. Manager Gerber ging daraufhin zu Hannover 96 und nahm die Torjäger Biçici und Milovanović gleich mit.
Zur folgenden Spielzeit wollte sich der Verein ein neues Image geben und benannte sich in FC Celle um. Schon ein Jahr später wurde der alte Vereinsname wieder angenommen. Die finanzielle Lage des Vereins blieb schlecht. Noch in der Saison 1998/99 erreichte die TuS Celle den sechsten Rang. Damit der Verein weiter existieren konnte, musste sich die Stadt Celle für eine Bürgschaft in Höhe von 300.000 DM verpflichten. In der Saison 1999/2000 ging es um die Qualifikation für die zweigleisige Regionalliga, die als Vierzehnter um Längen verpasst wurde.

### Insolvenzen und Fahrstuhljahre (2000 bis 2014)
| Saison                                            | Liga                      | Level | Platz | Tore    | Punkte |
| ------------------------------------------------- | ------------------------- | ----- | ----- | ------- | ------ |
| 2000/01                                           | Oberliga Niedersachsen-HB | IV    | 13.   | 055:050 | 44     |
| 2001/02                                           | Oberliga Niedersachsen-HB | IV    | 18.   | 041:098 | 25     |
| 2002/03                                           | Niedersachsenliga Ost     | V     | 17.   | 037:109 | 13     |
| 2003/04                                           | Landesliga Lüneburg       | VI    | 01.   | 060:029 | 67     |
| 2004/05                                           | Niedersachsenliga Ost     | V     | 05.   | 068:039 | 56     |
| 2005/06                                           | Niedersachsenliga Ost     | V     | 08.   | 051:045 | 38     |
| 2006/07                                           | Niedersachsenliga Ost     | V     | 14.   | 039:065 | 32     |
| 2007/08                                           | Niedersachsenliga Ost     | V     | 09.   | 047:066 | 38     |
| 2008/09                                           | OL Niedersachsen-Ost      | V     | 14.   | 068:089 | 34     |
| 2009/10                                           | BOL Lüneburg              | VI    | 11.   | 054:052 | 41     |
| 2010/11                                           | Bezirksliga Lüneburg 2    | VII   | 02.   | 108:040 | 67     |
| 2011/12                                           | Landesliga Lüneburg       | VI    | 03.   | 071:037 | 61     |
| 2012/13                                           | OL Niedersachsen          | V     | 15.   | 043:069 | 23     |
| 2013/14                                           | OL Niedersachsen          | V     | 16.   | 023:077 | 10     |
| HB = Bremen, OL = Oberliga, BOL = Bezirksoberliga |                           |       |       |         |        |

Der Abstieg in die Oberliga Niedersachsen/Bremen stürzte den Verein in eine tiefe Krise. In der Saison 2000/01 rettete sich die TuS nur knapp zum Klassenerhalt. Ein Punkt betrug der Vorsprung auf die Amateure von Hannover 96. Im September 2001 musste der mit rund 1,6 Millionen Euro verschuldete Verein Insolvenz beantragen. Das Verfahren endete positiv für den Verein. Dennoch stieg die Mannschaft 2002 als Tabellenletzter aus der Oberliga ab. Bei Kickers Emden verloren die Celler gar mit 0:11. Nach dem Abstieg musste der Verein erneut die Insolvenz beantragen. Der Insolvenzverwalter meldete die Mannschaft eigenmächtig vom Spielbetrieb der Niedersachsenliga ab. Erst durch ein Gnadengesuch durfte die TuS wieder spielen. Chancenlos stieg die TuS Celle als Tabellenletzter erneut ab, schaffte aber 2004 den sofortigen Wiederaufstieg.
Nach der knapp errungenen Landesligameisterschaft schlugen die Celler den TSV Helmstedt mit 2:0 und stiegen auf. Die Mannschaft konnte sich nun in der Niedersachsenliga etablieren und schaffte im Jahre 2007 nur durch den Aufstieg des TuS Heeslingen in die Oberliga Nord den Klassenerhalt. Ende der 2000er Jahre stürzte der Verein in eine erneute sportliche Krise. Im Jahre 2009 scheiterten die Celler nur knapp am Klassenerhalt in der nunmehr Oberliga Niedersachsen genannten Liga. Ein Jahr später folgte unter zweifelhaften Umständen der Abstieg aus der Bezirksoberliga Lüneburg. Vor dem letzten Spieltag war die TuS punktgleich mit dem TSV Etelsen, hatte aber ein um sechs Tore besseres Torverhältnis und stand auf einem Nichtabstiegsplatz. Celle gewann sein letztes Spiel gegen den TV Jahn Schneverdingen mit 3:1, während Etelsen beim MTV Moisburg mit 8:0 gewann. Dadurch mussten die Celler erstmals in die Bezirksliga absteigen, schafften aber über die Relegation den direkten Wiederaufstieg.
Als Aufsteiger belegte die Mannschaft auf Anhieb den dritten Platz und erreichte nach dem Verzicht des TB Uphusen die Aufstiegsrelegation zur Oberliga Niedersachsen. Dort setzen sich die Celler zunächst mit 3:1 gegen den SV Bavenstedt und dann mit 1:0 gegen die Freie Turnerschaft Braunschweig durch und machten den Durchmarsch perfekt. In der Oberliga-Saison 2012/13 kam das Team jedoch nicht über Platz 15 hinaus und wäre damit eigentlich abgestiegen. Da dem TuS Heeslingen die Oberligalizenz entzogen wurde und der SV Holthausen/Biene und der SC Langenhagen sich freiwillig zurückzogen, verblieben die Celler in der Klasse. Der Abstieg war damit allerdings nur aufgeschoben. Nach einer völlig verkorksten Saison 2013/14 stiegen die Celler als abgeschlagener Tabellenletzter wieder in die Landesliga ab.

### Gegenwart (seit 2014)
| Saison  | Liga                   | Level | Platz              | Tore               | Punkte             |
| ------- | ---------------------- | ----- | ------------------ | ------------------ | ------------------ |
| 2014/15 | Landesliga Lüneburg    | VI    | 11.                | 42:58              | 35                 |
| 2015/16 | Landesliga Lüneburg    | VI    | 15.                | 43:91              | 30                 |
| 2016/17 | Bezirksliga Lüneburg 2 | VII   | 04.                | 84:42              | 62                 |
| 2017/18 | Bezirksliga Lüneburg 2 | VII   | 14.                | 56:69              | 30                 |
| 2018/19 | Kreisliga Celle        | VIII  | 10.                | 70:64              | 41                 |
| 2019/20 | Kreisliga Celle        | VIII  | 14.                | 23:35              | 13                 |
| 2020/21 | Kreisliga Celle        | VIII  | Saison annulliert. | Saison annulliert. | Saison annulliert. |
| 2021/22 | Kreisliga Celle        | VIII  | 08.                | 16:39              | 07                 |
| 2022/23 | Kreisliga Celle        | VIII  | 11.                | 54:54              | 42                 |
| 2023/24 | Kreisliga Celle        | VIII  | 04.                | 62:43              | 48                 |

Im Frühjahr 2015 verhandelte der Vorstand mit dem MTV Eintracht Celle über eine Fusion. Nach den Plänen der Vereinsführung hätte der TuS Celle FC vollständig im MTV Eintracht aufgehen sollen. Nachdem die Vereinsmitglieder die Fusion ablehnten trat der Vorstand zurück. Die Gespräche scheiterten. Sportlich wurde der Klassenerhalt nur knapp geschafft. Ein Jahr später stiegen die von Karsten Hutwelker trainierten Celler in die Bezirksliga ab. Am letzten Spieltag verlor die bereits abgestiegene Mannschaft beim Meister Blau-Weiß Bornreihe mit 0:12. Im Sommer 2018 folgte der Abstieg in die Kreisliga Celle, nachdem die Mannschaft ein Entscheidungsspiel gegen die SG Nordheide mit 2:3 verlor. Zwei Jahre später verhinderte nur der wegen der COVID-19-Pandemie ausgesetzte Abstieg den Sturz in die 1. Kreisklasse.

### Celle im Pokal
Celle nahm drei Mal am DFB-Pokal teil, kam jedoch nur einmal über die erste Runde hinaus. Erstmals nahm die TuS in der Saison 1980/81 teil und traf in der ersten Runde auf den Zweitligisten SG Union Solingen. Nachdem das Spiel nach Verlängerung torlos geblieben war, kam es zum Wiederholungsspiel, welches die Solinger mit 5:0 für sich entscheiden konnten. Ein Jahr später trafen die Celler in Runde eins auf den Bayernligisten ESV Ingolstadt-Ringsee und gewannen mit 4:2. In der zweiten Runde folgte das Aus nach einer 1:5-Niederlage beim Zweitligisten Freiburger FC. Der letzte Auftritt im DFB-Pokal datiert aus der Saison 1997/98, wo die TuS in der ersten Runde nach einer 0:2-Niederlage gegen den Bundesligisten TSV 1860 München ausschied. Auf regionaler Ebene konnten die Celler im Jahre 1981 den Niedersachsenpokal gewinnen. Darüber hinaus gewann die Mannschaft 1980, 1981 und 1989 den Lüneburger Bezirkspokal.

## Stadion
Der TuS Celle FC trägt seine Heimspiele im Günther-Volker-Stadion aus. Das Stadion liegt im Westen der Stadt an der Nienburger Straße (Bundesstraße 214). Das Stadion wurde im Jahre 1928 eröffnet und bietet Platz für 11.000 Zuschauer. Aus Sicherheitsgründen und vor allem wegen baulicher Mängel dürfen derzeit nicht mehr als 4000 Zuschauer ins Stadion. Es ist ein reines Fußballstadion ohne umschließende Tartanbahn. Am 17. Januar 1996 wurde bei einem Freundschaftsspiel gegen den FC Bayern München mit 15.000 Zuschauern die höchste Zuschauerzahl verzeichnet. Im Jahre 2005 wurde in Celle das Endspiel um die Deutsche A-Jugendmeisterschaft ausgetragen. Ein Jahr später nutzte die Nationalmannschaft von Angola das Stadion während der Weltmeisterschaft 2006 zum Training.

## Fans
Der TuS Celle FC hat schon immer eine kleine Fanschar hinter sich stehen gehabt. In der Regionalligasaison 1970/71 wurde mit 6430 Zuschauern der höchste Zuschauerschnitt der Vereinsgeschichte erzielt. Zweimal erreichte der Verein bei Meisterschaftsspielen eine Zuschauerzahl von 11.000. Am 24. Mai 1969 sahen so viele Menschen das Heimspiel gegen den VfB Lübeck. Ebenfalls vor 11.000 Zuschauern fand das Heimspiel gegen Hannover 96 vom 25. Oktober 1996 statt. Im April 2011 sorgte das damalige Auswärtsspiel des TuS Celle FC bei Germania Walsrode für Schlagzeilen in norddeutschen Regionalmedien, nachdem dort die Celler Fans mit dem Ordnungsdienst der Firma Bodyguard Security aneinandergeraten waren. Dieser Ordnungsdienst soll der Rockergruppe Hells Angels nahestehen.
Im Dezember 2016 sorgten Fans mit dem Einsatz von Pyrotechnik beim Spiel gegen den TSV Elstorf für Spielunterbrechungen und den Spielabbruch sowie einen Einsatz von knapp 30 Polizisten aus dem Landkreis Harburg und aus Buxtehude. Der Spielabbruch wurde auf Druck der Polizei durchgeführt, sodass ein Wiederholungsspiel stattfinden musste. Im Vorfeld wurden Kreuze im und um das Dorf Elstorf mit dem Datum des Spiels aufgestellt, was die Gemüter bereits im Vorfeld erhitzte.

## Persönlichkeiten

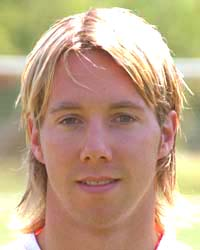
Fabian Gerber

### Trainer
- Hannes Baldauf (Spieler von 1968 bis 1970 und Trainer von 1970 bis 1972)
- Frank Eulberg (Trainer im Jahr 2000)
- Franz Gerber (Trainer von 1989 bis 1996)
- Uwe Ronge (früher auch Spieler beim TuS Celle FC, Interimstrainer 1991, Trainer 2001/2002, 2003–2005, Juli 2015 – Oktober 2015)
- Fritz Schollmeyer (Trainer von 1969 bis 1970)
- Uli Stein (Trainer von 2000 bis 2001)

### Spieler
- Bruno Akrapović (1991 bis 1992)
- Christian Alder (2000 bis 2001)
- Siegfried Bronnert (1964 bis 1965)
- Fahed Dermech (1994 bis 1996)
- Fabian Gerber (Jugendspieler)
- Rüdiger Halbe (Deutscher Amateurnationalspieler)
- Achim Hollerieth (Jugendspieler)
- Oliver Stoecking (1990 bis 1992)
- Ramazan Yıldırım (1994 bis 1996)